# Vũ Cường
Vũ Cường (chữ Hán giản thể: 武强县) là một huyện thuộc địa cấp thị Hành Thủy, tỉnh Hà Bắc, Cộng hòa Nhân dân Trung Hoa. Huyện này có diện tích 442 ki-lô-mét vuông, dân số 210.000 người. Mã số bưu chính là 053300. Huyện lỵ đóng tại trấn Vũ Cường. Về mặt hành chính, huyện Vũ Cường được chia thành 2 trấn, 4 hương. Tổng cộng có 238 thôn hành chính.
- Trấn: Vũ Cường, Nhai Quan.
- Hương: Bắc Đại, Châu Sào, Tôn Trang, Đậu Thôn.